# Сверхкино. Современная российская анимация
«СВЕРХкино. Современная Российская анимация» — сборник статей Ларисы Малюковой о жизни современной российской анимации и творчестве известных по фестивалям режиссёров анимации, попытка описать историю создания, развития, выживания анимационных студий в девяностые и нулевые годы (каких — перечислено в Содержании).

## Содержание
- 011 Доброжелательный свидетель (вместо предисловия)
- 013 Из века в век переходя…
- КАК ХОРОШО МЫ ПЛОХО ЖИЛИ
- 018 «Пилот» / Нельзя, но сделаем (Гора самоцветов)
- 044 «Кристмас Филмз» / А не замахнуться ли нам на Вильяма нашего Шекспира?
- 060 «Анимос». «Пчела» / Кукольный дом
- 078 Юрий Норштейн / «Артель», в которой шьют «Шинель»
- 096 Гарри Бардин. «Стайер» / Заставить себя любить
- 106 Андрей Хржановский. «ШАР». «Мастер-фильм». «Губерния» / Школа мастеров
- 122 Свердловская школа и киностудия «А-фильм» / Хор солистов (Оксана Черкасова)
- 132 Мастерская Александра Петрова / Выплёскивая свой хрусталь…(Старик и море)
- 148 Владлен Барбэ. «Классика» / Колобок из Зазеркалья
- 158 «Союзмультфильм» / Наша Раша
- 166 «Метроном-фильм» / Закон меры
- БЛУЖДАЮЩИЕ ЗВЁЗДЫ
- 176 Михаил Алдашин / Режиссура — всего лишь профессия
- 186 Константин Бронзит / Не отвлекайся!
- 196 Дмитрий Геллер / Ловец снов
- 204 Алексей Дёмин / Линия за горизонт (Кошки под дождём)
- 212 Андрей Золотухин / Вертеп для ассоциаций
- 218 Игорь Ковалёв / Как нарисовать птицу
- 230 Иван Максимов / Создатель ядерной мультипликации
- 240 Валентин Ольшванг / Последний викинг из Екатеринбурга
- 250 Михаил Тумеля / Из рода «протеев»
- 256 Валерий Угаров / Кино для ангелов
- НАСЛЕДНИКИ ПРЕКРАСНОЙ ЛЮКАНИДЫ
- 262 На плечах великанов
- 298 Девяностые / Пейзаж с можжевельником
- 310 Нулевые / Кошелёк или жизнь? (Петербург (студия анимации))
- 330 Полный метр — болезнь роста (Мельница)
- 346 Социалка одушевлённая
- 362 P.S.

## Автор
Малюкова Лариса — специализируется в области исследования анимационного кино, на протяжении многих лет занимается продвижением и популяризацией российской мультипликации не только в качестве автора, но и члена экспертных советов, оргкомитетов, жюри международных и отечественных анимационных фестивалей.

## Награды
- 2013 — Премия «Слон» Ларисе Малюковой за книгу «СВЕРХкино»[1]

## Отзывы о книге
Создано первое — столь полное, столь необходимое и нам, современникам, и нашим наследникам (свидетельствую как историк кино) описание жизни и духа современной мультипликации России
— Наум Клейман (директор Государственного центрального музея кино)

«Я намеренно не представляю героев Ларисы Малюковой. Прочтите эту одушевленную книгу об одушевленном кинематографе и к вашим любимым режиссёрам — Норштейну, Татарскому, Бардину, Петрову, Хржановскому… добавятся новые имена, которые пойдут с вами дальше по жизни, радуя, заставляя думать и восхищаться. Вы узнаете, как богат наш мир одаренными Богом людьми. И начнёте вы этот путь, едва откроете книгу Ларисы».— Юрий Рост, «Новая газета»